# Neptunovi trojáni

Neptunovi trojáni libračního centra L_{4} a plutina

Neptunovi trojáni jsou tělesa obíhající kolem Slunce v libračních centrech planety Neptun. Je známo 17 Neptunových trojánů, z nichž třináct se nachází v libračním centru L4 (asi 5 miliard kilometrů od Neptunu v úhlu 60° ve směru jeho oběhu) a čtyři v libračním centru L5 (následujícím ve stejné vzdálenosti 60° za Neptunem). Svůj název dostali analogicky podle již dříve objevené skupiny trojánů nacházejících se v libračních centrech Jupiteru, kteří byli pojmenováni po mytických hrdinech trójské války.
První z Neptunových trojánů byl objeven roku 2001 v rámci prohlídky Deep Ecliptic Survey pořádané americkou vesmírnou agenturou NASA, ovšem jeho příslušnost ke skupině byla prokázána až roku 2003.
Velký význam pro astronomy měl objev tělesa 2005 TN53, jehož oběžná dráha má vůči rovině ekliptiky velký sklon (>25°), z čehož by mohlo vyplývat, že oblak těchto těles je poměrně silný. To naznačuje, že tělesa zde byla spíše zachycena, než že se zformovala na místě či jsou pozůstatkem nějaké srážky. Astronomové se domnívají, že počet velkých těles ze skupiny Neptunových trojánů (tj. těch, jejichž průměr dosahuje alespoň 100 kilometrů) by mohl řádově převýšit počet velkých těles mezi Jupiterovými trojány.
Objev prvního tělesa v libračním centru L5 byl oznámen roku 2010.

## Objev a výzkum
První Neptunův troján, 2001 QR322, byl objeven roku 2001, a spolu s ním také oblast Neptunova libračního centra L4 (což je jedno z míst, kde se vyrovnává gravitace planety s gravitací Slunce). Byla to v té době pátá známá stabilní oblast planetek ve sluneční soustavě. Objev tělesa 2005 TN53 o čtyři roky později naznačil, že Neptunovi trojáni v L4 tvoří velmi silný oblak.
Objev prvního trójana v libračním centru L5, označeného 2008 LC18, byl oznámen 12. srpna 2010. Tato planetka byla objevena v rámci průzkumu zaměřeného na oblasti, kde je světlo hvězd přicházející z míst poblíž centra Galaxie zastiňováno oblaky prachu. Předpokládá se, že trojáni v libračním centru L5 jsou stejně početní, jako v centru L4.
Žádné z dosud nalezených těles nebylo prozkoumáno zblízka, i když astronomové zvažovali, že by se o to mohla pokusit sonda New Horizons, když během své cesty k Plutu prolétala oblastí Neptunova libračního centra L5. V úvahu připadalo zejména těleso 2011 HM102, Neptunův troján s největším známým sklonem oběžné dráhy, který je zároveň dostatečně jasný. Vhodné podmínky pro pozorování byly na konci roku 2013, a to ze vzdálenosti 1,2 astronomické jednotky, ovšem tým mise se nakonec rozhodl, že dá přednost přípravám na blížící se průlet kolem Pluta.

## Dynamika a původ

Tato animace v rotující vztažné soustavě ukazuje oběžnou dráhu 6 Neptunových trojánů z libračního centra L_{4}, jejichž oběžná doba je shodná s oběžnou dobou Neptunu (zde zobrazen jako nepohyblivý bod vpravo dole). Modře je zobrazena oběžná dráha Uranu, žlutě Saturnu a červeně Jupiteru. (Pro spuštění animace klikněte)

Oběžné dráhy Neptunových trojánů jsou velmi stabilní, a to v obou libračních centrech. Odhaduje se, že během vývoje sluneční soustavy zde zůstalo až 50 % původní trojánské populace z dob krátce po planetární migraci. Je možné, že Neptunovi trojáni librují s 10 000letou periodou až do vzdálenosti 30° od svých libračních center.
Klíčem k porozumění původu a vzniku celé jejich populace jsou poněkud nečekaně objevení trójani na drahách s velkým sklonem. Existence takových trojánů nasvědčuje spíše teoriím, že zde byli buď náhle zachyceni anebo se do oblasti dostali pomalou plynulou migrací, a nikoli že se zformovali již přímo v libračních centrech nebo zde vznikli jako důsledek nějaké srážky větších těles. Tato populace musela být dynamicky excitovaná již před svým zachycením, jinak by tělesa nemohla mít takový vysoký sklon. Soudě nejen podle zmíněného sklonu, ale také podle odhadovaného podobného počtu těles v L4 a L5, došlo k zachycení v době migrace Neptunu napříč populací dynamicky excitovaných planetesimál. Původní populace trojánů pravděpodobně obsahovala mnoho těles na nestabilních drahách, a i současní trojáni jsou zdrojem populace kentaurů. Ačkoliv ne každý troján na stabilní dráze musí nutně pocházet z počátku vývoje celého systému, simulace pohybu malých těles oblastí plynných obrů ve sluneční soustavě ukázaly, že v dnešní době už Neptun nemůže nové trojány účinně zachycovat, a to ani na krátkou dobu.

## Barvy
První čtyři objevení Neptunovi trojáni mají načervenalou barvu, nepatrně červenější než šedé objekty Kuiperova pásu, ovšem ne tak výrazně červené jako chladná klasická tělesa Kuiperova pásu, jejichž perihélium se nachází ve velké vzdálenosti. Nejvíce se jejich barva přibližuje některým kentaurům, dále Jupiterovým trojánům, nepravidelným měsícům plynných obrů a snad i kometám, což odpovídá jejich podobnému původu.
Neptunovi trojáni jsou velmi slabě viditelní, takže se současnou technikou není možné pořídit spektroskopický rozbor jejich odraženého světla. Z toho důvodu není možné usoudit na jejich povrchové složení, neboť pozorované barvy mohou odpovídat mnoha různým povrchům.

## Členové skupiny
Dosud známe z Neptunových trojánů jen velmi malý počet těles, přičemž je zarážející, kolik z nich bylo nalezeno na drahách s vysokým sklonem, zvláště když vezmeme v úvahu, že tato tělesa se obtížně pozorují. To naznačuje, že trojáni na vysoce nakloněných drahách mohou svým počtem významně převyšovat tělesa na drahách s nízkým sklonem. Jejich poměr se odhaduje kolem 4:1.
Odhady celkového počtu velkých těles v oblasti závisí na jejich albedu (je-li vysoké, tj. odráží-li jejich povrch hodně světla, pak jsou pozorovaná tělesa menší) a pohybují se mezi 5 až 20násobkem počtu Jupiterových trojánů. Při albedu 5 % lze například v L4 očekávat 400 +250
−200  Neptunových trojánů s průměrem převyšujícím 40 km. Přibližně stejně se odhaduje i počet velkých těles nacházejících se v libračním centru L5. Naopak menších těles se zdá být mezi Neptunovými trojány (podobně jako mezi Jupiterovými) relativně málo, což může být způsobeno tím, že se snáze tříští.
Tělesa 2001 QR322 a 2008 LC18 vykazují významnou dynamickou nestabilitu. To může znamenat, že byla zachyceni později, až po planetární migraci, ale také nelze vyloučit, že se prostě jedná o dlouhodobé i když ne úplně dokonale dynamicky stabilní příslušníky skupiny.
Do začátku roku 2015 objeveno 12 Neptunových trojánů, z nichž devět obíhalo v libračním centru L4 a tři v libračním centru L5. Těchto 12 členů je uvedeno v následující tabulce sestavené na základě seznamu Neptunových trojánů vedeného organizací Minor Planet Center, spadající pod Mezinárodní astronomickou unii. Rozměry těles pak pocházejí (není-li uvedeno jinak) z výzkumu Scotta Shepparda a Chadwicka Trujilla zveřejněného roku 2010.
| Označení           | Librační centrum | Perihélium (AU) | Afélium (AU) | Sklon (°) | Absolutní magnituda | Průměr (km) | Poznámka                                         |
| ------------------ | ---------------- | --------------- | ------------ | --------- | ------------------- | ----------- | ------------------------------------------------ |
| 2001 QR322         | L4               | 29,404          | 31,011       | 1,3       | 8,2                 | ~140        | První objevený Neptunův troján                   |
| (385571) 2004 UP10 | L4               | 29,318          | 30,942       | 1,4       | 8,8                 | ~100        |                                                  |
| 2005 TN53          | L4               | 28,092          | 32,162       | 25,0      | 9,0                 | ~80         | První objevený Neptunův troján s vysokým sklonem |
| (385695) 2005 TO74 | L4               | 28,469          | 31,771       | 5,3       | 8,5                 | ~100        |                                                  |
| 2006 RJ103         | L4               | 29,077          | 31,014       | 8,2       | 7,5                 | ~180        |                                                  |
| 2007 VL305         | L4               | 28,130          | 32,028       | 28,1      | 8,0                 | ~160        |                                                  |
| 2008 LC18          | L5               | 27,365          | 32,479       | 27,6      | 8,4                 | ~100        | První objevený Neptunův troján v L5              |
| 2004 KV18          | L5               | 24,553          | 35,851       | 13,6      | 8,9                 | 56          |                                                  |
| 2011 HM102         | L5               | 27,662          | 32,455       | 29,4      | 8,1                 | 90–180      |                                                  |
| 2012 UV177         | L4               | 27,806          | 32,259       | 20,8      | 9,2                 | ~80         |                                                  |
| 2014 QO441         | L4               | 26,961          | 33,215       | 18,8      | 8,2                 | ~130        |                                                  |
| 2014 QP441         | L4               | 28,022          | 32,110       | 19,4      | 9,1                 | ~90         |                                                  |

Tělesa 2005 TN74 a (309239) 2007 RW10 byla rovněž pokládána za Neptunovy trojány, ovšem další pozorování tuto domněnku nepotvrdila. Těleso 2005 TN74 je pravděpodobně s Neptunem v dráhové rezonanci 3:5 a (309239) 2007 RW10 zřejmě kolem něj obíhá po kvazisatelitní smyčce.